# Тихое (Сахалинская область)
Ти́хое — село в Макаровском городском округе Сахалинской области России.

## География
Село находится на берегу реки Тихая, на расстоянии 70 км к юго-западу от города Макаров, административного центра округа.

## История
До 1945 года село принадлежало японскому губернаторству Карафуто и называлось Тикахоро (яп. 近幌).

## Население
| 2002 | 2010 | 2013 | 2021 |
| ---- | ---- | ---- | ---- |
| 73   | ↘64  | ↘63  | ↘25  |

### Половой состав
Согласно результатам переписи 2002 года, в селе проживало 73 человека (37 мужчин и 36 женщин).

### Национальный состав
Согласно результатам переписи 2002 года, в национальной структуре населения русские составляли 93 % из 73 чел.

## Улицы
В селе имеется одна улица — Железнодорожная.

## Транспорт
В селе расположена станция  Тихая Сахалинского региона Дальневосточной железной дороги.